# Código de Barras
Código de Barras foi um programa de televisão brasileiro transmitido em rede nacional pela TV Brasil, que enfocava semanalmente temas relacionados ao direito, consumo e cidadania. A cada semana dois especialistas eram entrevistados sobre o assunto em pauta. O programa foi exibido na sexta-feira, ao meio dia.

## História
Apresentado inicialmente por José Carlos Cataldi e Maria Helena Esteban, na sequência apenas por Maria Helena e posteriormente por Jaline Nascimento. O programa estreou na programação da hoje extinta TVE Brasil numa sexta-feira, dia 17 de setembro de 2004. Era exibido às 18 horas.

## Ficha técnica
- Apresentação: Maria Helena Esteban
- Direção: Aldir Ribeiro
- Produção executiva: Jorge Machado
- Produção: Carlos Soton, Fabio Jardim e Patricia Paiva (TV Brasil Capital)
- Roteiro: Marcelo Del Negri
- Reportagem: Jaline Nascimento e Carlos Soton
- Edição: Cláudio Luis
- Estagiários: Michelle Sampaio e Leonardo Dill
- Gerência de produção executiva: Rita Veiga
- Direção de imagens: Luiz Toledo
- Operador de VT: Carlos Roberto
- Coordenação de estúdio: Luis Claudio
- Operador de vídeo: Manoel Jorge
- Câmeras: Sérgio Ricardo, Ronaldo Neves e Leandro Louback
- Auxiliares de câmera: Carlos Eduardo
- Equipe de externa - cinegrafistas: Manoel Inácio
- Auxiliar: Leandro Gouveia
- Iluminador: Jorge Leonez
- Iluminação: Luiz Carlos Rezende, Francisco Eugênio e Darcy Fernandes
- Áudio: Luis Claudio e Octavio Leite
- Técnico de Som: Maninho
- Sonoplastia: Marcos Cesar
- Contra-regra: Silvio Maia
- Montagem cênica: Gilberto Ribeiro
- Gerente de operações: Sadil Breda
- Pesquisa: Lacy Barca
- Tema de abertura: Chico Adnet
- Maquiagem: Iracema Sanches
- Cabelo: Cecilia dos Santos
- Cenografia: Milena Vugman
- Figurino: Ricardo Pereira
- Direção de programação e conteúdo: Leopoldo Nunes